# Châtillon-en-Diois
Châtillon-en-Diois (okzitanisch Chastilhon de Diés) ist eine französische Gemeinde mit 659 Einwohnern (Stand: 1. Januar 2022) im Département Drôme in der Region Auvergne-Rhône-Alpes. Sie gehört zum Arrondissement Die und zum Kanton Le Diois. Die Einwohner werden Châtillonais genannt.
Sie entstand als namensgleiche Commune nouvelle mit Wirkung vom 1. Januar 2019 durch die Zusammenlegung der bisherigen Gemeinden Châtillon-en-Diois und Treschenu-Creyers, die in der neuen Gemeinde den Status einer Commune déléguée haben. Der Verwaltungssitz befindet sich im Ort Châtillon-en-Diois.
2021 wurde Châtillon-en-Diois mit dem Prädikat Die schönsten Dörfer Frankreichs ausgezeichnet.

## Gliederung
| Ortsteil                             | ehemaliger INSEE-Code | Fläche (km²) | Einwohnerzahl zum 1. Januar 2022 |
| ------------------------------------ | --------------------- | ------------ | -------------------------------- |
| Châtillon-en-Diois (Verwaltungssitz) | 26086                 | 28,02        | 545                              |
| Treschenu-Creyers                    | 26354                 | 82,04        | 114                              |

## Geographie
Châtillon-en-Diois liegt rund 50 Kilometer südöstlich von Valence im Regionalen Naturpark Vercors. Das Gemeindegebiet wird vom Fluss Bès, einem Nebenfluss der Drôme, durchquert.
Nachbargemeinden sind: Chichilianne im Norden, Percy und Le Monestier-du-Percy im Nordosten, Saint-Maurice-en-Trièves im Osten, Glandage und Boulc im Südosten, Menglon im Süden, Saint-Roman im Südwesten sowie Laval-d’Aix im Westen und Nordwesten.
Die Gemeinde gibt dem kleinen Weinbaugebiet Châtillon-en-Diois seinen Namen.

## Persönlichkeiten
- Alfred Courmes (1898–1993), Maler, in Châtillon-en-Diois begraben

## Sehenswürdigkeiten
- Kirche Saint-Julien in Châtillon-en-Diois

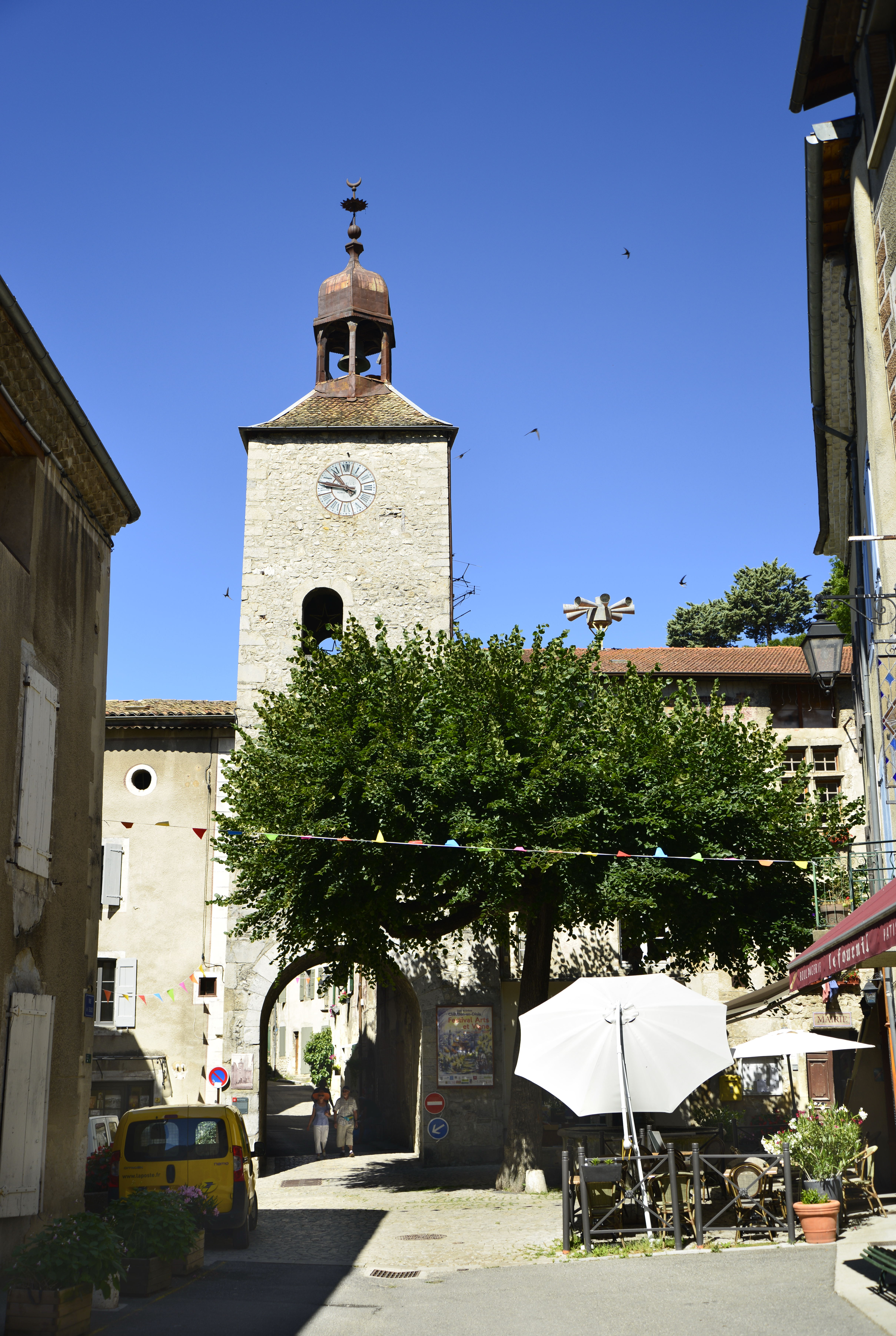
Kirche Saint-Julien